# Teodoro Silva Santos
Teodoro Silva Santos (Juazeiro do Norte, 2 de maio de 1958) é um magistrado e professor brasileiro, atual ministro do Superior Tribunal de Justiça (STJ) e docente da Universidade de Fortaleza (Unifor).

## Carreira

### Formação e carreira acadêmica
Teodoro Silva Santos formou-se em direito pela Universidade de Fortaleza (Unifor) em 1987. Na mesma universidade, concluiu especialização em 1997, mestrado em 2007 e doutorado em 2020, na área do direito constitucional. Também concluiu especialização em direito penal pela Universidade Federal do Ceará (UFC) em 2002.
Desde 2003 é professor da Universidade de Fortaleza, onde leciona direito penal.

### Carreira jurídica
Foi delegado de polícia do estado de Rondônia, de 1988 a 1993, e promotor de justiça do Ministério Público do Estado do Ceará (MP-CE) de 1993 a 2011, quando ingressou na magistratura como desembargador do Tribunal de Justiça do Estado do Ceará (TJ-CE), no dia 29 de abril de 2011, nomeado pelo governador Cid Gomes para vaga do quinto constitucional destinada a membro da carreira do Ministério Público.

### Superior Tribunal de Justiça
Em 22 de novembro de 2023, tomou posse no cargo de ministro do Superior Tribunal de Justiça (STJ), nomeado pelo presidente Luiz Inácio Lula da Silva a partir de lista quádrupla votada pelos integrantes do STJ, em vaga destinada a membro de tribunal estadual.

## Livros publicados
- A Transação Penal nos Crimes de Ação Privada à Luz da Hermenêutica e dos Princípios Constitucionais. 1. ed. Rio/São Paulo/Fortaleza: ABC, 2008.
- O Tribunal do Júri no contexto dos Direitos Humanos: Análise da Instituição à Luz das Convenções Internacionais de Direitos Humanos. 1. ed. Rio de Janeiro: Lumen Juris, 2016.
- O princípio nemo tenetur se ipsum accusare ou o Direito à não auto-inculpação e os aspectos relacionados ao Direito ao silêncio no processo penal brasileiro. 1. ed. Rio de Janeiro: Lumen Juris, 2017 (em coautoria com Ionilton Pereira do Vale).
- O Juiz das Garantias Sob a Óptica do Estado Democrático de Direito: A adequação ao Ordenamento Jurídico Brasileiro. 1. ed. São Paulo: JusPodivm, 2022.